# Ricardo Montaner
Héctor Eduardo Reglero Montaner (Avellaneda, 8 de septiembre de 1957), conocido artísticamente como Ricardo Montaner, es un cantautor venezolano. Nacido en Argentina, pero criado en Maracaibo, Montaner hizo el comienzo de su carrera artística de manera profesional en la ciudad de Caracas. A lo largo de su trayectoria, ha vendido más de 25 millones de discos en todo el mundo, siendo en uno de los artistas de música hispana más exitosos comercialmente.
Ha sido galardonado con varios premios musicales, entre ellos, el Grammy Latino a la excelencia musical en 2016, siendo nominado en 2014 y 2020. Ha participado en varios eventos benéficos como Paz sin fronteras (2008) y el Venezuela Live Aid (2019), así como en programas de televisión como La Voz Argentina, La Voz Colombia, La voz México, Puerto Rico Idol. También ha participado en películas ya sea como compositor en bandas sonoras, o como actor de voz, y en telenovelas de Venezuela, Colombia y México.
Es padre de los también músicos Mau & Ricky y Evaluna Montaner, además de ser suegro del cantante colombiano Camilo y la actriz argentina Stefanía Roitman.

## Biografía

### Primeros años
Ricardo Montaner, de padres argentinos, nace el 8 de septiembre de 1957 en Buenos Aires, mudándose poco tiempo después al barrio Valentín Alsina. A los seis años de edad emigró con su familia a la ciudad de Maracaibo en Venezuela, en donde creció. Desde joven mostró inclinación por la música, inicialmente participando en el coro de su iglesia y luego en agrupaciones locales junto a amigos, como Los Correcaminos y Scala, explorando géneros de rock y pop.
Al llegar a su adolescencia, Montaner compuso su primera canción, “Noches de primavera”, inspirado en su primera relación amorosa con Ana Vaz, con quien posteriormente se casaría, teniendo como fruto de esta unión a sus dos hijos mayores, Alejandro Manuel y Héctor Eduardo, quienes también mostraron interés por la música.
En 1973, a los 16 años, Montaner se integró como baterista a una banda de rock de Maracaibo llamada Scala. Sin embargo, una eventualidad durante una presentación, en la que el vocalista principal enfermó, le permitió a Montaner ocupar el puesto de cantante. A los 17 años, dentro de esta agrupación, tuvo la oportunidad de conocer al productor musical ítalo-venezolano Roberto Luti, quien apreció su talento.
Con la ayuda de Luti y un grupo de amigos, decidieron que Montaner debería adoptar un nombre artístico, optando por cambiar su nombre de Héctor a Ricardo, y utilizando el apellido materno Montaner.
En los años siguientes, Montaner comenzó a explorar su talento vocal en diversas celebraciones familiares, interpretando baladas mientras cursaba estudios de periodismo. En 1974, participó en el Festival Internacional de la Canción de Trujillo en Perú, un evento que le permitió compartir escenario con varios artistas locales.
Montaner recuerda con cierto humor su primera grabación, mencionando que es un disco que conserva para compartir con amigos cercanos. Esta experiencia fue un punto de inflexión que le permitió entender que deseaba dedicarse a la música de manera profesional.
Roberto Luti jugó un papel importante en los primeros pasos de su carrera, ayudándole a grabar varios discos en formato de 45 rpm, siendo el primero grabado en 1976, con los temas "Mares" y "Júrame" en sus lados A y B, respectivamente.
La primera presentación de un tema en público fue en el Festival de Ancón en Perú, con el tema “Murallas”, donde obtuvo el cuarto lugar. A partir de ahí, Montaner se dedicó a perfeccionar su técnica vocal y a participar en diversos eventos y festivales, lo que le permitió ganar experiencia y reconocimiento gradual en el medio musical. Esta fase inicial fue necesaria para establecer las bases de lo que luego sería una carrera musical extendida.

### El primer disco
Entre 1976 y 1982 lanzó varios sencillos en discos de vinilo de 45 rpm, entre los cuales figuraban canciones como: «Mares», «Liú», «En esta oportunidad», «Dile», «Canta, viejo, canta», «Tú o nada» entre otras. Estas canciones luego fueron incluidas en un LP publicado en el año 1982 por la discográfica Gaviota, propiedad del cantante, devenido luego en empresario, Roberto Luti. El disco se llama "Ricardo Montaner". Curiosamente este disco no es considerado como su primer disco, sino como un recopilatorio de los singles editados entre 1976 y 1982. Doblemente curioso si se tiene en cuenta que en el año 1986 editara "Ricardo Montaner", considerada su segunda placa discográfica, aunque, a la sazón, es la tercera placa como se puede observar en la plataforma Discogs.

## Carrera artística

### 1984-1993
En 1983 la discográfica Gaviota publicó su primer álbum financiado por él mismo, titulado «Cada día», pero tuvo un discreto éxito en Maracaibo. En 1984 envió una interpretación del sencillo titulado «Ella está con lágrimas en los ojos» (original de César ''Banana'' Pueyrredón) para las emisoras radiales de Mérida y actuó como telonero de varios artistas venezolanos en La Feria del Sol; toda la Plaza de Toros de Mérida coreó dicha canción y vitoreaban «otra, otra, otra», así que Rodolfo Rodríguez Miranda, empresario de la compañía discográfica venezolana Rodven Discos (después conocida como Líderes-Rodven y Sonorodven), le contrató formalmente, siendo su primer LP en esta nueva etapa a nivel nacional titulado Ricardo Montaner (1986), el cual fue muy bien recibido, amén de la publicidad que la compañía (subsidiaria del Grupo Cisneros) le había hecho. El primer sencillo extraído de dicho álbum fue «Yo que te amé» y fue puesto como tema principal de la telenovela «Enamorada» (1986), transmitida por el canal televisivo Venevisión.
Esta publicidad y la aceptación de ese LP le hicieron obtener sus primeros discos de oro y platino. Los otros sencillos fueron: «Ojos negros», «Vamos a dejarlo», «Necesito de ti» y «Extraño sentimiento».
El primer éxito internacional de Montaner fue en 1988, con el disco Ricardo Montaner 2, con la canción «Tan enamorados», traducción de «Per noi innamorati», del cantautor italiano Gianni Togni, alcanzando popularidad en países tales como México, Argentina, Uruguay, Colombia y otros, además incluía «Tu piano y mi guitarra», a dúo con el cantautor argentino Alejandro Lerner. Otro de los sencillos extraídos de este álbum para el mercado latinoamericano fueron «Sólo con un beso» y «A dónde va el amor».
En Venezuela, gracias al apoyo de todas las emisoras de radio del país, todas las canciones del disco sonaron, produciéndose un rotundo éxito a nivel nacional. Su segundo disco fue más popular que el primero y esta canción se eligió como tema de la telenovela «Niña bonita», donde el propio Montaner trabajó como actor. El éxito obtenido no fue un freno para seguir adelante, ya que buscó un nuevo reto: llegar a México.
Colombia le ha tenido un cariño especial desde inicios de su vida artística, en este país se escuchaban mucho sus primeras canciones, algunas de ellas fueron temas musicales de varias novelas de las programadoras Jorge Barón Televisión y Producciones Jes. Montaner afirmó con respecto a Colombia en el periódico el Tiempo del 19 de mayo de 1995 "Este país fue de los primeros que me apoyó. Cuando vine a promocionar mi primer disco, que incluía las canciones Yo que te amé y Ojos negros, don Humberto Moreno y Jorge Barón las convirtieron en los temas de las telenovelas Destino y Más allá del arco iris. Eso ayudó a que me conocieran mucho más. Por esas razones Colombia es el único país de América Latina al cual vengo personalmente a lanzar mis discos."
En 1989, Ricardo Montaner lanzó su tercer álbum de estudio: Un toque de misterio, extrayéndose el primer sencillo: «La cima del cielo», que alcanzó altos niveles de popularidad, realizándose un videoclip ecológico y turístico por las cataratas del Salto Ángel y los tepuyes del Estado Bolívar en Venezuela.
En 1991 grabó su cuarto álbum de estudio, cuyo título fue «En el último lugar del mundo», en honor a Chile, el cual llegó a posiciones de honor de los rankings de la Billboard. Además se extrajeron los sencillos: «Será», «Muchacha» y «Vamos pa' la conga», el cual se convirtió en un verdadero éxito y se ha convertido en un clásico internacional, ya que aún suena en las emisoras de radio. Ese mismo año ganó el premio Gaviota de plata, máximo galardón del famoso Festival de la Canción de Viña del Mar, Chile (de hecho, del Festival de Viña, Montaner se ha llevado todas sus preseas: la Antorcha de plata, la Antorcha de oro, y la Gaviota de plata). También recibió el galardón de la Revista Billboard, como Cantante Masculino del año, en el apartado de música latina.
En 1992 grabó su última producción discográfica para la empresa Sonorodven, titulado «Los hijos del sol»; un álbum muy complejo, ya que tiene diferentes estilos musicales, como pop, rock, jazz o swing. El primer sencillo fue «Castillo azul», que alcanzó los primeros lugares de los rankings. También se extrajeron los sencillos «Piel adentro», «Al final del arco iris» (que es la continuación de la historia de la canción «Déjame llorar»), y la canción «Los hijos del sol», en homenaje a los niños de la calle de los países del continente americano. En su tierra venezolana lo celebraba por primera vez como mejor intérprete del país con el premio Meridiano de Oro, galardón que le han otorgado innumerables veces a través de los años.
En 1993 Ricardo Montaner disuelve su contrato con Sonorodven, pero la empresa decide vetarlo de hacer cualquier presentación a nivel nacional y no pudo realizar ningún concierto en ninguna parte de Venezuela. Graba para los Estudios Disney el tema en español «Un mundo ideal» (versión para América Latina) de la película Aladdín a dúo con la cantante española Michelle. Luego emprendería diversos proyectos musicales.
A fines de ese año firma contrato con la disquera venezolana Sonográfica, y con la televisora RCTV, realizando varios conciertos en el teatro La Campiña y en el Complejo Cultural Teresa Carreño. Como primer sencillo se editó la canción «La Pequeña Venecia», en homenaje a Simón Díaz, a Venezuela, y al Libertador Simón Bolívar. A nivel internacional firmó contrato con la empresa discográfica EMI.

### 1994-1999
El 28 de junio de 1994 lanza al mercado su sexto álbum de estudio, titulado «Una mañana y un camino», extrayéndose los sencillos «Quisiera», «El mundo gira aunque no estés», «No te pareces a mí» y «Cachita».
El 4 de septiembre de 1994 se presentó en el estadio Hiram Bithorn en Puerto Rico junto a Yolandita Monge en el SUCESO II. Con el SUCESO ambos artistas presentaron tres conciertos el mismo día, en diferentes ciudades de la isla: Mayagüez, Ponce y San Juan, estableciendo un récord en el libro de Guiness, al presentarse en tres diferentes ciudades el mismo día.
El 12 de septiembre de 1995 sale a la venta el álbum «Viene del alma», grabado en los estudios Abbey Road, en Londres, Inglaterra, célebres estudios donde grabaron The Beatles, entre tantos otros artistas internacionales, produciéndose un sonido extraordinario con arreglos al puro estilo roquero y modulando la voz para sonar ronco y psicodélico.
La realización del video de «Pasa todo», el primer sencillo de este álbum, tiene como peculiaridad que se filmó con la familia del actor Roberto Moll y con Ricardo luciendo un look hippie, con cabello largo y barba. Otros sencillos que se extrajeron son «Soy tuyo» y «Viene del alma».
En 1997 se desvincula de la disquera EMI y firma un nuevo contrato discográfico con Warner Music, lanzando su nuevo álbum «Es así», con un look renovado, más juvenil y un sonido totalmente italianizado con aires mezcla de tango y pop en la canción «La mujer de mi vida», una canción muy singular, ya que cambia de tono hasta cinco veces y es una de sus composiciones más complicadas de cantar. Los primeros sencillos de dicho álbum fueron «Es así» y «Para llorar» (poema que es la continuación de la historia de «La cima del cielo»).
En 1999 Montaner graba un álbum, con matices orquestales y un repertorio selecto de sus mejores canciones, titulado «Ricardo Montaner con la London Metropolitan Orchestra». Fue grabado en Londres y cuenta con un sonido muy clásico con nuevas versiones de sus grandes éxitos. Se extrajo como primer sencillo la canción «El poder de tu amor», con la producción del músico argentino Bebu Silvetti.

### 2000-2010
El 13 de febrero de 2001 salió a la venta el álbum «Sueño repetido», el cual incluye 10 temas entre los que podemos encontrar «La clave del amor», «Resumiendo», «Bésame» y «La novia del sol». La canción «Bésame» se ha convertido en el tema más versionado del artista, con un total de 7 remakes, tanto por él mismo como por otros artistas, entre ellos Thalía, David Bustamante y la extraordinaria cantante chilena Myriam Hernández. También hizo una versión de una de las canciones venezolanas más grabadas y aclamadas a nivel internacional: «Moliendo café», del maestro Hugo Blanco.
En 2002 el cantante graba «Suma», un álbum de boleros. Este nuevo trabajo, grabado en los estudios locales Castle Recording, incluye diez temas inéditos escritos por Montaner, con la producción de Bebu Silvetti y la colaboración musical de Marco Flores y Yasmil Marrufo. Si bien el artista nunca se imaginó hacer un álbum de boleros, confesó que fue el éxito de «Bésame», tema que acompañó los últimos capítulos de la telenovela Yo soy Betty, la fea, que le inspiró el proyecto.
En 2003 regresa con un nuevo disco llamado «Prohibido olvidar», trabajo compuesto por once temas y cuyo corte de difusión fue «Qué ganas».
En 2004 Montaner vuelve a unirse a la London Metropolitan Orchestra para editar el Vol. 2, un disco con nuevas versiones de sus grandes éxitos y que cuenta con la producción del español Juan Carlos Calderón.Después del disco con la orquesta London Metropolitan Orchestra realizó siete discos más. 
El 16 de abril de 2004 la filial brasileña de la compañía discográfica Warner Music lanzó para el mercado brasileño su álbum «Para meus amigos», con el cual Montaner se convierte en el tercer artista venezolano en grabar en idioma portugués, junto al José Luis Rodríguez e Ilan Chester.
A fines de febrero de 2005 Ricardo Montaner co-animó con relativo éxito el Festival de Viña del Mar, junto a la cantante chilena Myriam Hernández, luego de la deserción del animador tradicional del Festival, Antonio Vodanovic.
«Tengo verano» es su siguiente producción, editado a principios del año 2005, es un disco bailable e influenciado por ritmos como la salsa, el pop y el tecno, pero no será el último de Ricardo Montaner, ya que este artista no para de componer y de editar placas discográficas. Para agosto de ese año salió su próximo disco de estudio titulado «Todo y nada». Grabado en Miami y Los Ángeles, es el vigésimo cuarto álbum del cantante y marca su regreso al sonido inicial de baladas. Algunas canciones incluidas en la placa son «La mujer que me robé», una gaita zuliana, «Mal de amor», «Vida eterna» y «Cuando a mi lado estás», el primer corte de difusión.
Para febrero de 2007 Ricardo decide lanzar un nuevo álbum con un título ambicioso, «Las mejores canciones del mundo», una selección de temas de otros artistas interpretados con su sello personal, el primer corte fue «Hoy tengo ganas de ti», del cantante español Miguel Gallardo; presentó canciones que han marcado su vida como cantautor, aunque éstas eran de otros compositores como Chelique Sarabia y Aldemaro Romero.
El éxito de este lanzamiento lo incentivó a lanzar el volumen 2 en noviembre del mismo año, con 12 hits en nuevas versiones y algunos temas propios, el corte de difusión fue «Algo de mí», del también español Camilo Sesto. Para dichos discos, se escogieron entre 200 canciones del gusto y predilección de Montaner, ya que fue una grabación con sus canciones preferidas.
Del mismo modo colaboró en el CD de la cantante argentina Patricia Sosa «Lija y terciopelo» (2007), con una canción de su autoría: «Un amor más grande que el amor», cantándolo a dúo con la cantante. En ese mismo año, Billboard lo honró con su máximo Premio a la Esperanza y en noviembre UNICEF, lo nombró Embajador de Buena Voluntad en pro de la niñez. También es miembro de la fundación ALAS (América Latina en Acción Solidaria), organización integrada por artistas latinoamericanos que tiene como propósito enfrentar la pobreza.
En 2009 Montaner regresa con un disco de composiciones propias: «Las cosas son como son», que cuenta con 12 nuevos temas. El álbum incluye sencillas y atractivas baladas románticas, junto a canciones positivas y de desamor, cuyas letras fueron escritas por el mismo Ricardo, mientras que la producción la realizó en conjunto con su hijo Ricky Montaner y otros compositores.

### 2010-presente
Un año y medio más tarde edita «Soy feliz», con canciones interpretadas en vivo y un inédito homónimo. Se trata de un tema impregnado de positividad con un mensaje sincero y un ritmo bailable, mezclado con una fusión tropical y ritmos urbanos. La placa contiene 11 canciones y éxitos como «Volver», «Cachita», «Tengo verano» y «Yo vengo a ofrecer mi corazón», entre otros.
En 2012 participó como mentor del programa La Voz Colombia de Caracol Televisión en donde compitió contra Fanny Lu, Carlos Vives y Andrés Cepeda, siendo ganadora su pupila Miranda de un premio de 300 millones de pesos colombianos y un contrato con Universal Music. Es de destacar que el 18 de diciembre de este mismo año Ricardo recibió la nacionalidad colombiana, en adopción de manos del presidente Juan Manuel Santos.

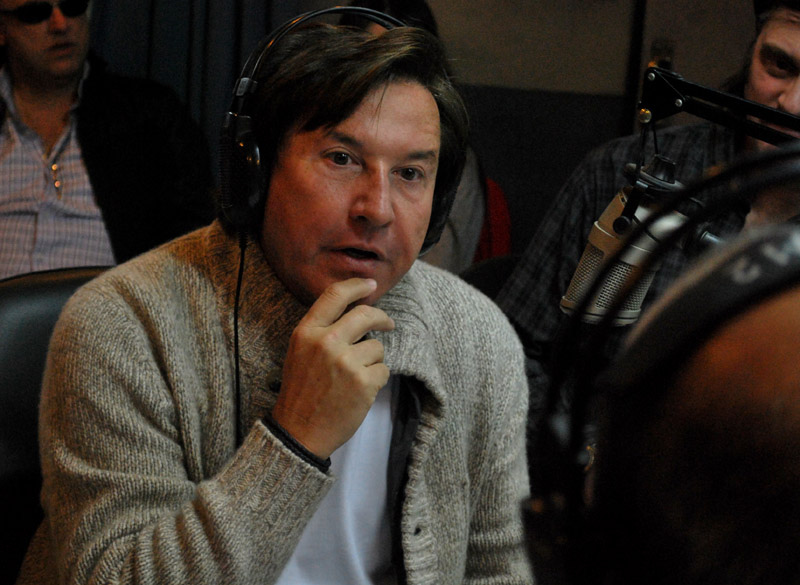
Montaner en el año 2010

En octubre de ese mismo año, firmó contrato con la empresa discográfica Sony Music, para grabar un total de cinco álbumes. Le prometieron tener 6 cortes de difusión para su decimoctavo álbum de estudio «Viajero frecuente», entre los cuales figuran: «Convénceme», «Time», «La gloria de Dios» a dúo con su hija Evaluna Montaner (que es el tema de Ricardo Montaner más visto en YouTube con más de 433 millones de vistas), «La canción que necesito» y «Dejame soñar», a dúo con India Martínez. Este álbum es hasta el momento el disco con más videos filmados por Ricardo Montaner, y fue nominado al Grammy Latino como Mejor álbum vocal.
En 2013 participa una vez más como jurado en La voz Colombia, en el cual compite por segunda vez contra Fanny Lu, Andrés Cepeda y por primera vez contra Gilberto Santa Rosa.
En vista del éxito del disco «Viajero Frecuente», Sony Music en homenaje editó una nueva edición del álbum con 2 temas adicionales, entre ellos un dueto con el cantautor español Alejandro Sanz (Nostalgias) y otro con la también cantante española India Martínez «Dejame soñar» (Mentir Para Vivir) y un DVD con 6 canciones en vivo y los 6 videos que se le hicieron al álbum. El Viajero Frecuente fue nominado para el premio Grammy estadounidense.
En 2014 Montaner lanzó Agradecido, el cual se realizó en colaboración con la London Metropolitan Orchestra, del cual se desprende su primer sencillo «Llanto agradecido» en sus versiones en español, italiano y portugués.
En agosto de 2016 lanza un sencillo llamado «Aunque ahora estés con él», que forma parte de su nuevo disco Ida y Vuelta. Un trabajo en el que el compositor venezolano comparte sus canciones con diez artistas mexicanos y en el que a la vez, rinde tributo a los éxitos que les hicieron a ellos populares en México.
Ricardo Montaner en el año 2016 ha recibido el Premio Grammy a la Excelencia, otorgado por la Academia de Artes y Ciencias de la Grabación, por sus contribuciones creativas en el campo de la música.
En 2018 participa como jurado en la segunda edición Argentina del programa La Voz Argentina conducido por Marley, compartiendo panel de jurado con Tini Stoessel, Soledad Pastorutti y Axel. Además lanza la canción «¿Que vas a hacer?» cuyo videoclip fue realizado en la estación Lynch del ferrocarril Urquiza y es la cortina musical de la telenovela Argentina Campanas en la noche, protagonizada por Calu Rivero, Federico Amador y Esteban Lamothe.
En mayo de 2019 su discográfica Sony Latin lanzó al mercado su nueva grabación titulada Montaner, el vigésimo cuarto álbum de estudio del cantante y compositor, en formato físico y en todas las plataformas digitales. Para ese mismo año participa en la versión mexicana de La voz donde compartió créditos con Yahir, Belinda y Lupillo Rivera.

## Vida privada

### Familia
En 1989 se casó en segundas nupcias con Marlene Rodríguez Miranda, hija del principal accionista y dueño de la empresa discográfica Sonorodven que lo había contratado por primera vez, así como del circuito de radio más grande de Venezuela, FM Center, y productora de sus videoclips. Tiene cinco hijos: Héctor, Alejandro, Ricardo, Mauricio y Evaluna.

### Nacionalidad
En una entrevista realizada por Leonardo Padrón, Ricardo Montaner declaró: «Yo me siento absoluta y totalmente venezolano, pero déjame especificar: yo me siento zuliano. Me siento un artista de Maracaibo, zuliano, que vino a Caracas y le fue bien, como a muchos otros. No me siento para nada un artista argentino y lo digo con mucho respeto a Argentina».

### Otros proyectos
Como productor cinematográfico tiene en su haber la realización del guion de la cinta Muchacho solitario, protagonizada por el dúo de los hermanos Primera, Servando y Florentino, muy bien recibida por el público adolescente venezolano.
Para Warner Music Latin, Montaner realiza junto a la orquesta de estudio británica London Metropolitan Orchestra su álbum «Con la London Metropolitan Orchestra», con la cual regrabó temas que había vocalizado previamente en los años transcurridos desde su internacionalización. Fueron vendidos millones de copias de la grabación y su aceptación lo llevó a grabar un segundo disco compacto con esta agrupación.

### Filantropía
Desde 1993, mantiene una fundación filantrópica, «Hijos del Sol» (que es, a su vez, título de uno de sus álbumes), en la que promueve proyectos en favor de la niñez, tales como campañas de vacunación, distribución de alimentos y ayuda a huérfanos. Lo obtenido en los últimos años por concepto de regalías de ventas y presentaciones le permitió al artista crear su propio sello discográfico denominado Hecho a Mano Discos, con el cual apoyó a nacientes cantantes y grupos locales. Lamentablemente, este sello cerró sus puertas en el año 2003, siendo su catálogo manejado por la compañía discográfica venezolana Latin World Music.
Por su labor filantrópica y dedicación a los niños, en mayo de 2007, los Premios Billboard lo honraron con su máxima presea; el Premio a la Esperanza. Su compromiso con La Ventana de Los Cielos, fundación que creó junto a su esposa Marlene en el Sur de la Florida en 2005. Esta entidad sin fines de lucro, brinda terapias alternativas gratuitas a niños con síndrome de Down, autistas y con parálisis cerebral. Ya en 1993, en Venezuela, había fundado Los Hijos del Sol, donde trabajó con huérfanos y niños de la calle, realizando campañas de vacunación y distribución de comida a estos niños.
En noviembre de 2007, Unicef nombró a Montaner Embajador de Buena Voluntad en favor de la niñez. Desde entonces, el cantautor ha acrecentado su trabajo social reuniéndose por toda América con líderes mundiales en vía de realizar su sueño en pro de los niños más necesitados. El 23 de febrero de 2011 fue nombrado Campeón Mundial de la Salud por la OPS en Washington D. C. y en mayo del mismo año fue nombrado miembro de la Junta de Directores de las Olimpiadas Especiales Internacionales, organismo internacional presidido por Thomas Schriver. Actualmente Montaner ocupa la posición de Embajador Mundial de las Olimpiadas Especiales. Recientemente las organizaciones internacionales OEA y PADF lo nombraron Embajador Líder de la campaña en pro del migrante y contra la xenofobia.

### Religión
Se convirtió al cristianismo evangélico durante una visita al Hospital Pereira Rossell de Montevideo, Uruguay; en este hospital público conoció a un niño enfermo que influyó en su cambio de fe.
Luego de su conversión, en 2007 produjo el CD «Palabras», el cual incluye canciones desde una perspectiva de la fe cristiana. En dicho álbum incluye 10 canciones de las cuales cuatro son composiciones de Ricardo Montaner: «Palabra», «Aleluya», «Ciérrale la puerta» y «La gloria de Dios», que cantó en un dueto junto a la cantante cristiana Noemi Luz y uno más, «Por siempre te amaré», del conocido compositor y amigo personal de Montaner, Rudy Pérez.
En 2005 lanzó una canción titulada "Vida eterna", revelando su cristianismo a través de ella, la cual forma parte del álbum Todo y nada. 
En 2005 y 2011 apareció en el estadio Monumental de River Plate en Buenos Aires junto a Dante Gebel, durante el evento denominado Superclásico de la Juventud, y reconoció públicamente su conversión al cristianismo.
En 2012 volvió a grabar la canción «La gloria de Dios», pero esta vez en un dueto con su hija Evaluna Montaner, en el álbum «Viajero frecuente». El video musical del tema fue estrenado el 19 de noviembre de ese año.
En 2014 lanzó una canción titulada "Su Luz", nuevamente revelando conversión a través de ella. La mencionada canción es parte de su producción discográfica, Agradecido.

## Discografía

### Álbumes de estudio
- 1983 - Cada día
- 1986 - Ricardo Montaner
- 1988 - Ricardo Montaner 2
- 1989 - Un toque de misterio
- 1991 - En el último lugar del mundo
- 1992 - Los hijos del sol
- 1994 - Una mañana y un camino
- 1995 - Viene del alma
- 1997 - Es así
- 1999 - Con la London Metropolitan Orchestra
- 2001 - Sueño repetido
- 2002 - Suma
- 2003 - Prohibido olvidar
- 2004 - Con la London Metropolitan Orchestra, Vol. 2
- 2004 - Para meus amigos
- 2005 - Tengo verano
- 2005 - Todo y nada
- 2007 - Las mejores canciones del mundo
- 2007 - Las mejores canciones del mundo II - Y algunas mías...!
- 2009 - Las cosas son como son
- 2010 - Soy feliz
- 2012 - Viajero frecuente
- 2014 - Agradecido
- 2016 - Ida y vuelta
- 2019 - Montaner
- 2021 - Fe
- 2022 - Tango
- 2022 - Tango Live Session

### Álbumes recopilatorios
- 1990 — Ricardo Montaner: Colección
- 1992 — Ricardo Montaner: Éxitos (Solo en Argentina)
- 1992 — Ricardo Montaner: En la cima del éxito
- 1993 — Éxitos y algo más
- 1994 — Montaner y sus amigos
- 1994 — Ricardo Montaner y amigos
- 1994 — Ricardo Montaner: Amándonos
- 1995 — Ricardo Montaner 14 grandes éxitos
- 1996 — Ricardo Montaner: Espectacular
- 1997 — Ricardo Montaner, Mijares: Dos grandes
- 1997 — Serie 32 Ricardo Montaner: Éxitos y algo más: Los hijos del sol
- 1997 — Ricardo Montaner: Éxitos y algo más... Sus mejores canciones
- 1998 — Ricardo Montaner y Rudy La Scala: Regalo romántico de dos grandes
- 1998 — Grandes éxitos: Ricardo Montaner
- 1998 — Serie total Ricardo Montaner
- 1999 — Serie 2x1
- 2000 — Soy tuyo: mis más grandes éxitos
- 2000 — Serie sensacional: La sensación de Ricardo Montaner
- 2000 — Ricardo Arjona y Ricardo Montaner Mano a Mano
- 2001 — Ricardo Montaner, Gold
- 2001 — Ricardo Montaner, Serie 32
- 2001 — Lo mejor de Ricardo Montaner
- 2001 — Franco Devita y Ricardo Montaner Mano a Mano
- 2002 — Ricardo Montaner: Esta es mi historia
- 2003 — Serie de oro: grandes éxitos
- 2003 — Ricardo Montaner: Super 6
- 2004 — Éxitos eternos
- 2004 — Serie Top 10
- 2004 — Ricardo Montaner Puros Éxitos
- 2004 — Colección inmortales Ricardo Montaner
- 2005 — Lo mejor de la London Metropolitan Orchestra
- 2006 — Edición limitada Ricardo Montaner
- 2006 — Las N.º 1 de Ricardo Montaner
- 2006 — Celebrando la voz de Ricardo Montaner
- 2006 — Ricardo Montaner, Amaury Gutiérrez Músicos Y Poetas
- 2006 — Ricardo Montaner, Mijares Edición Platino
- 2007 — Tan enamorados, Lo Mejor De Mí
- 2007 — Ricardo Montaner 15 éxitos
- 2008 — Los románticos
- 2008 — Un camino de éxitos
- 2008 — La más completa colección
- 2008 — Ricardo Montaner & Pires: juntos
- 2008 — Ricardo Montaner & Emmanuel: duelo de estrellas
- 2009 — Mejores canciones de Ricardo Montaner
- 2009 — Ricardo Montaner solo éxitos
- 2009 — Todo Ricardo Montaner: sus grandes éxitos
- 2010 — 20 grandes éxitos
- 2010 — Soy feliz
- 2011 — Lo más completo de Ricardo Montaner
- 2011 — Ricardo Montaner: grandes éxitos
- 2012 — Ricardo Montaner, 40 éxitos
- 2012 — Serie Oro Ricardo Montaner
- 2014 — Lo mejor de... Ricardo Montaner
- 2014 — Ricardo Montaner: Romances
- 2016 — Collection Ricardo Montaner

### Álbumes no oficiales
- 1982 — Dile, canta viejo canta y otros éxitos más
- 1986 — Éxitos

### Duetos y colaboraciones
- 1988 — «Siempre y porque si» - con Melissa
- 1989 — «Tu piano y mi guitarra» - con Alejandro Lerner
- 1990 — «Emoción sagrada» - con Ana y [Oscar Kreimer
- 1993 — «Un mundo ideal» - con Michelle Early
- 1998 — «El alcaraván» - con Simón Díaz
- 1998 — «Mi querencia» - con Simón Díaz
- 1999 — «Los que se aman» - con Servando y Florentino
- 2002 — «Gaiteando con Montaner» - con los Cardenales del Éxito
- 2002 — «Te extraño» - con Armando Manzanero
- 2004 — «Beija-me» - con Roberta Miranda
- 2004 — «Posso fazer» - con Daniel
- 2004 — «Amarte es mi pecado» - con Alessandra
- 2005 — «Déjame llorar» - con La Pura Neta
- 2006 — «La pequeña Venecia» - con María Teresa Chacín
- 2006 — «La gloria de Dios» - con Noemí Luz
- 2006 — «Si tuviera que elegir» - con José Feliciano
- 2006 — «Ven a mi casa esta Navidad» - con Angélica Vale
- 2006 — «Déjame» - con Blest
- 2007 — «Fans» - con Tito El Bambino
- 2007 — «Bésame» - con Pasión Vega
- 2008 — «Ven a mi casa esta Navidad» - con Voz Veis
- 2009 — «Para un poco» - con Gilberto Santa Rosa
- 2009 — «Ya te olvidé» - con Arthur Hanlon
- 2009 — «Un amor más grande que el amor» - con Patricia Sosa
- 2012 — «La gloria de Dios» - con Evaluna
- 2013 — «Déjame soñar» - con India Martínez
- 2013 — «Nostalgias» - con Alejandro Sanz
- 2013 — «Contigo la distancia» - con Lucho Gatica
- 2014 — «Canto agradecido» - con Lucas Lucco
- 2014 — «No te vayas» - con Julión Álvarez
- 2014 — «Más Allá» - con Il Volo
- 2014 — «Al di la» - con Il Volo
- 2015 — «La felicidad» - con Andrés Cepeda
- 2016 — «Me va a extrañar» - con Julión Álvarez
- 2016 — «Aquél lugar secreto» - con Yordano
- 2017 — «Silencio» - con José Luis Rodríguez
- 2017 — «Nunca digas que te quise» - con La Sonora Santanera
- 2020 — «Amén» - junto a Mau y Ricky, Camilo y Evaluna Montaner

### Canciones de telenovelas
| Año       | Título                     | Canción                        |
| --------- | -------------------------- | ------------------------------ |
| 1986      | Enamorada                  | «Yo que te amé»                |
| 1986-1987 | Esa muchacha de ojos café  | «Vamos a dejarlo todo atrás»   |
| 1987-1988 | Destino                    | «Ojos negro»                   |
| 1988      | Niña bonita                | «Tan enamorados»               |
| 1988      | Hojas al Viento            | «Vamos a dejarlo todo atrás»   |
| 1988      | Al final del arco iris     | «Tan enamorados»               |
| 1989      | Daniela                    | «A donde va el amor»           |
| 1989-1990 | María María                | «La cima del cielo»            |
| 1990-1991 | Emperatriz                 | «Yo sin ti»                    |
| 1991-1992 | Mundo de fieras            | «Déjame llorar»                |
| 1992-1993 | Lucerito                   | «En el último lugar del mundo» |
| 1997-1998 | Destino de mujer           | «Para llorar»                  |
| 1998-1999 | La mujer de mi vida        | «La mujer de mi vida»          |
| 1999      | Calypso                    | «El poder de tu amor»          |
| 1999-2000 | Yo soy betty, la fea       | «Bésame»                       |
| 2000-2001 | Amantes de luna llena      | «Cada quién con cada cual»     |
| 2004      | Padre Coraje               | «Ay amor»                      |
| 2004      | Amarte es mi pecado        | «Amarte es mi pecado»          |
| 2006      | Heridas de amor            | «Heridas de amor»              |
| 2006      | La fea más bella           | «Nada»                         |
| 2009      | Valientes                  | «Volver»                       |
| 2011      | Cuando me sonreís          | «El llanto de la luna»         |
| 2013      | Mentir para vivir          | «Déjame soñar»                 |
| 2016      | Los ricos no piden permiso | «¿Quién diría?»                |
| 2016      | Las amazonas               | «¿Quién diría?»                |
| 2019      | Campanas en la noche       | «¿Qué vas a hacer?»            |
| 2021      | Hercai: amor y venganza    | «Te adoraré»                   |

## Filmografía
| Año  | Título                      | Rol                   | Notas                  |
| ---- | --------------------------- | --------------------- | ---------------------- |
| 1988 | Niña bonita                 | Doctor Arnaldo Blanco |                        |
| 1988 | Al final del arco iris      | El mismo              |                        |
| 1991 | Manuela                     | Doctor Mario Augusto  | Participación especial |
| 2001 | Yo soy Betty, la fea        | El mismo              |                        |
| 2006 | La fea más bella            | El mismo              |                        |
| 2009 | Casi ángeles                | El mismo              |                        |
| 2012 | Sos mi hombre               |                       | --                     |
| 2012 | La Voz Colombia 1           | El mismo              | Jurado                 |
| 2012 | Un sol para los chicos      | El mismo              | Cantante invitado      |
| 2013 | Solamente vos               | El mismo              | Participación especial |
| 2013 | La Voz Colombia 2           | El mismo              | Jurado                 |
| 2018 | La Voz Argentina 2          | El mismo              | Jurado                 |
| 2019 | La Voz México 1 (TV Azteca) | El mismo              | Jurado                 |
| 2019 | La voz Senior México 1      | El mismo              | Jurado                 |
| 2020 | La Voz México 2 (TV Azteca) | El mismo              | Jurado                 |
| 2021 | La voz Senior México 2      | El mismo              | Jurado                 |
| 2021 | La Voz Argentina 3          | El mismo              | Jurado                 |
| 2022 | La Voz Argentina 4          | El mismo              | Jurado                 |

## Premios
- Espíritu de la Esperanza por su labor humanitaria durante la entrega de los Premios Billboard de la Música Latina.
- Visitante distinguido, condecoración impuesta por el Ayuntamiento de Santo Domingo en un acto encabezado por el alcalde Roberto Salcedo.
- El Artista Amigo (Círculo de periodistas y corresponsales del espectáculo de Chile).
- Premio «TVyNovelas» a la mejor canción de telenovela del año (México).
- Gaviota de Plata, Gaviota de oro, Antorcha de oro y Antorcha de plata en el Festival de Viña del Mar (Chile).
- Premio Monseñor Pellín (Venezuela), como mejor cantautor de este año.
- Premio Billboard al Mejor cantante del año (Estados Unidos).
- Premio UPI de la Agencia United Press International como Artista más destacado del año.
- Récord Guinness® por realizar 3 conciertos en el mismo día en Puerto Rico: Mayagüez, Ponce y San Juan.
- Artista más premiado durante el Festival de Viña del Mar de este año: «Artista revelación del año» (otorgado por Radio Minera), «Artista más popular del festival» (Radio Chilena) y «El artista amigo» (Círculo de periodistas y corresponsales del espectáculo de Chile).
- Mejor Cantante del año, según la revista Billboard
- Premio Ronda al mejor cantante nacional y canción de telenovela (Venezuela).
- Premio ACE al Artista Revelación de la Asociación de Críticos del Espectáculo (Estados Unidos).
- Premio Bravo al mejor cantante del año.
- Premio Aplauso 92 al mejor cantante del año.
- Sol Zuliano al mejor cantante nacional (Venezuela).
- Premio Ronda al mejor cantante nacional (Venezuela).
- Meridiano de Oro al mejor cantante nacional (Venezuela).
- Premio Ronda al mejor cantante nacional (Venezuela).
- Mara de Oro al mejor cantante nacional (Venezuela).
- Micrófono de Oro al mejor cantante nacional (Venezuela).
- Sol de Venezuela al mejor cantante nacional (Venezuela).
- Sol Zuliano al mejor cantante nacional (Venezuela).
- 2006: Nominación al Premio Grammy latino como mejor grabación del año «Cuando a mi lado estás» y como mejor disco del año Todo y nada.
- 2016: Premio Grammy Latino a la Excelencia, otorgado por la Academia de Artes y Ciencias de la Grabación
- 2021: Premios Grammy Latinos 2021 en la categoría Mejor Canción Tropical por la canción «Dios así lo quiso», una colaboración junto con Juan Luis Guerra.